# ウィリアム・マクマホン
サー・ウィリアム・マクマホン（Sir William McMahon, GCMG, CH, PC, 1908年2月23日 - 1988年3月31日）は、オーストラリアの政治家。第20代首相（1971年 - 1972年）やオーストラリア自由党党首などを歴任した。通算21年以上にわたり大臣を務めたが、これはオーストラリア史上最長の記録である。
俳優のジュリアン・マクマホンは息子。

## 主要
シドニー出身。シドニー大学法学部卒業後、弁護士となった。第二次世界大戦ではオーストラリア陸軍に入営し、最終的に少佐まで昇進した。戦後は再び大学に入学し、経済学の学位を取得した。1949年の総選挙で下院議員に初当選し、1951年に当時のロバート・メンジーズ政権で閣外相に就任した。1956年には第一次産業相として初入閣。その後も1958年から1966年まで労働・徴兵担当相を務めるなど、メンジーズ政権で役職を歴任した。労働・徴兵担当相として、1964年の徴兵制再導入を監督した。
1966年にメンジーズが引退し、ハロルド・ホルトが後任の首相となると、自由党の副党首に就任した。ホルト政権では財務大臣に就任し、その後3年間にわたり国の借金の大幅な削減を断行した。翌年にホルトが海水浴中に失踪すると後任の党首への就任を希望したが、協力政党の地方党（現在のオーストラリア国民党）のジョン・マッキュアン党首の反対に遭い実現せず、党首と首相にはジョン・ゴートンが就任した。ゴートン政権でも財務大臣に留任したが、1969年の自由党党首選でゴートンに敗れたのち外務相に転任した。結局、1971年初頭にゴートンを辞任に追いやった上、党首選でビリー・スネッデンを下したことで自由党党首と首相に就任した。
マクマホンは首相就任時、63歳だったが、これは現在にいたるまで、首相代行のジョン・マッキュエンを除いては最年長の記録である。マクマホン政権はベトナムからのオーストラリア軍撤退など、前政権の政策の多くを踏襲したが、就任2年目にはインフレ率と失業率の上昇に見舞われた。1972年の総選挙でゴフ・ホイットラム党首の労働党が勝利したことでマクマホンは首相と党首を辞任し、これによって23年間続いた保守連合の長期政権にも終止符が打たれた。なお、下院議員には1982年まで在職した。
オーストラリアの政治学者や歴史家からは「オーストラリア史上最低の首相のひとり」と評価され、後年にはかつての同僚からも、その指導力や性格について公然と批判された。その一方で、後任の首相となったウィットラムは、マクマホンを「際だって有能で機略に富み、かつ粘り強い政治家」と表現し、1972年の総選挙を僅差での敗北に押しとどめたマクマホンを評価していた。